# هيو هارمان
هيو هارمان (بالإنجليزية: Hugh Harman)‏ هو رسام رسوم متحركة ومنتج أفلام وكاتب سيناريو ومخرج أمريكي، ولد في 31 أغسطس 1903 في باغوسا سبرينغز في الولايات المتحدة، وتوفي في 25 نوفمبر 1982 في Chatsworth, Los Angeles ‏ في الولايات المتحدة.

## وصلات خارجية
- هيو هارمان على موقع IMDb (الإنجليزية)
- هيو هارمان على موقع الموسوعة البريطانية (الإنجليزية)
- هيو هارمان على موقع ألو سيني (الفرنسية)
- هيو هارمان على موقع تيرنر كلاسيك موفيز (الإنجليزية)
- هيو هارمان على موقع أول موفي (الإنجليزية)
- هيو هارمان على موقع قاعدة بيانات الأفلام السويدية (السويدية)
- هيو هارمان على موقع قاعدة بيانات الفيلم (الإنجليزية)
- هيو هارمان على موقع كينوبويسك (الروسية)